# Prionostemma coloripes
Prionostemma coloripes is een hooiwagen uit de familie Sclerosomatidae.